# Marquês de Angeja
Marquês de Angeja é um título nobiliárquico português criado de juro e herdade por D. João V de Portugal por Carta de 21 de Janeiro de 1714 a favor de D. Pedro António de Menezes Noronha de Albuquerque, 2.º Conde e 13.º Senhor de Vila Verde. Era filho de D. António de Noronha, 1.º Conde e 12.º Senhor de Vila Verde dos Francos.
Por Decreto de 13 de Maio de 1804 o então Príncipe Regente D. João concedeu Honras de Parente ao 5.º Marquês, D. Pedro José de Noronha, e seus descendentes.
Com a morte sem descendência da 7.ª Marquesa em 1833 extinguiu-se a linha da varonia da Casa de Angeja, ficando igualmente extintos os privilégios de juro e herdade com Honras de Parente. O título foi mais tarde reabilitado mas já sem estes privilégios. 

## História
A Casa dos Marqueses de Angeja tem ascendência real, descendendo do Rei D. Fernando I de Portugal e do Rei Henrique II de Castela.
Após uma longa linhagem de Senhores de Vila Verde dos Francos, cujo senhorio foi outorgado de juro e herdade pelo Rei D. João I, a ascensão à dignidade condal deu-se na pessoa de D. António de Noronha, 12.º Senhor de Vila Verde dos Francos, criado 1.º Conde de Vila Verde, de juro e herdade, por Decreto de 10 de Dezembro de 1654 do Rei D. João IV.
Em 1714 o 2.º Conde de Vila Verde dos Francos, D. Pedro António de Menezes Noronha de Albuquerque, foi elevado a Marquês de Angeja de juro e herdade pelo Rei D. João V. Por Decreto de 13 de Maio de 1804 o então Príncipe Regente D. João concedeu Honras de Parente ao 5.º Marquês, D. Pedro José de Noronha, e seus descendentes.
Com a morte sem descendência da 7.ª Marquesa, D. Maria do Carmo de Noronha Camões e Albuquerque, em 1833 extinguiu-se a linha da varonia da Casa de Angeja, ficando igualmente extintos os privilégios de juro e herdade com Honras de Parente. O título foi mais tarde reabilitado mas já sem estes privilégios. 
Em 1872 o 8.º Marquês, D. Caetano Gaspar de Almeida Noronha Portugal Camões Albuquerque Moniz e Sousa, foi julgado pela Câmara dos Pares, presidida pelo Duque de Ávila e Bolama, devido à participação no levantamento conhecido como A Pavorosa no mesmo ano.

## Marqueses de Angeja

### Titulares
1. D. Pedro António de Menezes Noronha de Albuquerque (1661–1731), 2.º conde e 13.º Senhor de Vila Verde dos Francos, tendo sido vice-rei da Índia e do Brasil;
2. D. António de Noronha de Albuquerque (1680–1735), 3.º conde e 14.º Senhor de Vila Verde dos francos;
3. D. Pedro José de Noronha Camões de Albuquerque Moniz e Sousa (1716–1788), 4.º conde e 15.º Senhor de Vila Verde dos Francos;
4. D. José Xavier de Noronha Camões de Albuquerque de Sousa Moniz (1741–1811), 6.º conde e 16.º Senhor de Vila Verde dos Francos;
5. D. Pedro José de Noronha (1771–1804), 7.º conde e 17.º Senhor de Vila Verde dos Francos;
6. D. João de Noronha Camões de Albuquerque Sousa Moniz (1788–1827), 9.º Conde e 18.º Senhor de Vila Verde dos Francos; irmão do predecessor em virtude deste não ter deixado descendência;
7. D. Maria do Carmo de Noronha Camões e Albuquerque (1813–1833), 10.ª Condessa de Vila Verde;
8. D. Caetano Gaspar de Almeida Noronha Portugal Camões Albuquerque Moniz e Sousa (1820–1881), 3.º Conde de Peniche e 19.º Senhor de Vila Verde; primo da predecessora em virtude desta não ter deixado descendência;
9. D. Manuel Gaspar de Almeida Noronha Portugal Camões de Albuquerque Moniz e Sousa (1845–1901)
10. D. Manuel de Almeida e Noronha de Azevedo Coutinho, 10.º marquês de Angeja (1952–2004)

### Armas
Os Marqueses de Angeja usam como armas: Noronha.

## Genealogia
|                                   |                                   |                                   |                                   |                                        |                                        |                                        |                                        |                                                       |                                                       |                                                       |                                                       |                                                       |                                                       |  |  |                                                      |                                                      |                                                      |                                                      | D. Pedro I (1320–1367) Rei de Portugal               |                                                      |  |  |                                         |                                         |                                         |                                         |                                         |                                         |  |  |  |  |  |  |  |  |  |  |  |  |  |  |  |  |  |  |
|                                   |                                   |                                   |                                   |                                        |                                        |                                        |                                        |                                                       |                                                       |                                                       |                                                       |                                                       |                                                       |  |  |                                                      |                                                      |                                                      |                                                      |                                                      |                                                      |  |  |                                         |                                         |                                         |                                         |                                         |                                         |  |  |  |  |  |  |  |  |  |  |  |  |  |  |  |  |  |  |
|                                   |                                   |                                   |                                   |                                        |                                        |                                        |                                        |                                                       |                                                       |                                                       |                                                       |                                                       |                                                       |  |  |                                                      |                                                      |                                                      |                                                      |                                                      |                                                      |  |  |                                         |                                         |                                         |                                         |                                         |                                         |  |  |  |  |  |  |  |  |  |  |  |  |  |  |  |  |  |  |
|                                   |                                   |                                   |                                   | Henrique II (1333–1379) Rei de Castela | Henrique II (1333–1379) Rei de Castela | Henrique II (1333–1379) Rei de Castela | Henrique II (1333–1379) Rei de Castela | Henrique II (1333–1379) Rei de Castela                | Henrique II (1333–1379) Rei de Castela                |                                                       |                                                       |                                                       |                                                       |  |  | D. Fernando I (1345–1383) Rei de Portugal            | D. Fernando I (1345–1383) Rei de Portugal            | D. Fernando I (1345–1383) Rei de Portugal            | D. Fernando I (1345–1383) Rei de Portugal            | D. Fernando I (1345–1383) Rei de Portugal            | D. Fernando I (1345–1383) Rei de Portugal            |  |  | D. João I (1357–1433) Rei de Portugal   | D. João I (1357–1433) Rei de Portugal   | D. João I (1357–1433) Rei de Portugal   | D. João I (1357–1433) Rei de Portugal   | D. João I (1357–1433) Rei de Portugal   | D. João I (1357–1433) Rei de Portugal   |  |  |  |  |  |  |  |  |  |  |  |  |  |  |  |  |  |  |
|                                   |                                   |                                   |                                   | Henrique II (1333–1379) Rei de Castela | Henrique II (1333–1379) Rei de Castela | Henrique II (1333–1379) Rei de Castela | Henrique II (1333–1379) Rei de Castela | Henrique II (1333–1379) Rei de Castela                | Henrique II (1333–1379) Rei de Castela                |                                                       |                                                       |                                                       |                                                       |  |  | D. Fernando I (1345–1383) Rei de Portugal            | D. Fernando I (1345–1383) Rei de Portugal            | D. Fernando I (1345–1383) Rei de Portugal            | D. Fernando I (1345–1383) Rei de Portugal            | D. Fernando I (1345–1383) Rei de Portugal            | D. Fernando I (1345–1383) Rei de Portugal            |  |  | D. João I (1357–1433) Rei de Portugal   | D. João I (1357–1433) Rei de Portugal   | D. João I (1357–1433) Rei de Portugal   | D. João I (1357–1433) Rei de Portugal   | D. João I (1357–1433) Rei de Portugal   | D. João I (1357–1433) Rei de Portugal   |  |  |  |  |  |  |  |  |  |  |  |  |  |  |  |  |  |  |
|                                   |                                   |                                   |                                   |                                        |                                        |                                        |                                        |                                                       |                                                       |                                                       |                                                       |                                                       |                                                       |  |  |                                                      |                                                      |                                                      |                                                      |                                                      |                                                      |  |  |                                         |                                         |                                         |                                         |                                         |                                         |  |  |  |  |  |  |  |  |  |  |  |  |  |  |  |  |  |  |
| João I (1358–1390) Rei de Castela | João I (1358–1390) Rei de Castela | João I (1358–1390) Rei de Castela | João I (1358–1390) Rei de Castela | João I (1358–1390) Rei de Castela      | João I (1358–1390) Rei de Castela      |                                        |                                        | Alphonso Enriquez (1350–1395) Conde de Noreña e Gijón | Alphonso Enriquez (1350–1395) Conde de Noreña e Gijón | Alphonso Enriquez (1350–1395) Conde de Noreña e Gijón | Alphonso Enriquez (1350–1395) Conde de Noreña e Gijón | Alphonso Enriquez (1350–1395) Conde de Noreña e Gijón | Alphonso Enriquez (1350–1395) Conde de Noreña e Gijón |  |  | Isabel (1364–1435) Senhora de Viseu                  | Isabel (1364–1435) Senhora de Viseu                  | Isabel (1364–1435) Senhora de Viseu                  | Isabel (1364–1435) Senhora de Viseu                  | Isabel (1364–1435) Senhora de Viseu                  | Isabel (1364–1435) Senhora de Viseu                  |  |  | D. Duarte I (1391–1438) Rei de Portugal | D. Duarte I (1391–1438) Rei de Portugal | D. Duarte I (1391–1438) Rei de Portugal | D. Duarte I (1391–1438) Rei de Portugal | D. Duarte I (1391–1438) Rei de Portugal | D. Duarte I (1391–1438) Rei de Portugal |  |  |  |  |  |  |  |  |  |  |  |  |  |  |  |  |  |  |
| João I (1358–1390) Rei de Castela | João I (1358–1390) Rei de Castela | João I (1358–1390) Rei de Castela | João I (1358–1390) Rei de Castela | João I (1358–1390) Rei de Castela      | João I (1358–1390) Rei de Castela      |                                        |                                        | Alphonso Enriquez (1350–1395) Conde de Noreña e Gijón | Alphonso Enriquez (1350–1395) Conde de Noreña e Gijón | Alphonso Enriquez (1350–1395) Conde de Noreña e Gijón | Alphonso Enriquez (1350–1395) Conde de Noreña e Gijón | Alphonso Enriquez (1350–1395) Conde de Noreña e Gijón | Alphonso Enriquez (1350–1395) Conde de Noreña e Gijón |  |  | Isabel (1364–1435) Senhora de Viseu                  | Isabel (1364–1435) Senhora de Viseu                  | Isabel (1364–1435) Senhora de Viseu                  | Isabel (1364–1435) Senhora de Viseu                  | Isabel (1364–1435) Senhora de Viseu                  | Isabel (1364–1435) Senhora de Viseu                  |  |  | D. Duarte I (1391–1438) Rei de Portugal | D. Duarte I (1391–1438) Rei de Portugal | D. Duarte I (1391–1438) Rei de Portugal | D. Duarte I (1391–1438) Rei de Portugal | D. Duarte I (1391–1438) Rei de Portugal | D. Duarte I (1391–1438) Rei de Portugal |  |  |  |  |  |  |  |  |  |  |  |  |  |  |  |  |  |  |
|                                   |                                   |                                   |                                   |                                        |                                        |                                        |                                        |                                                       |                                                       |                                                       |                                                       |                                                       |                                                       |  |  |                                                      |                                                      |                                                      |                                                      |                                                      |                                                      |  |  |                                         |                                         |                                         |                                         |                                         |                                         |  |  |  |  |  |  |  |  |  |  |  |  |  |  |  |  |  |  |
|                                   |                                   |                                   |                                   |                                        |                                        |                                        |                                        |                                                       |                                                       |                                                       |                                                       |                                                       |                                                       |  |  |                                                      |                                                      |                                                      |                                                      |                                                      |                                                      |  |  |                                         |                                         |                                         |                                         |                                         |                                         |  |  |  |  |  |  |  |  |  |  |  |  |  |  |  |  |  |  |
|                                   |                                   |                                   |                                   |                                        |                                        |                                        |                                        | D. Pedro de Noronha (1379–1452) Arcebispo de Lisboa   | D. Pedro de Noronha (1379–1452) Arcebispo de Lisboa   | D. Pedro de Noronha (1379–1452) Arcebispo de Lisboa   | D. Pedro de Noronha (1379–1452) Arcebispo de Lisboa   | D. Pedro de Noronha (1379–1452) Arcebispo de Lisboa   | D. Pedro de Noronha (1379–1452) Arcebispo de Lisboa   |  |  | D. Fernando de Noronha (1380- ? ) Conde de Vila Real | D. Fernando de Noronha (1380- ? ) Conde de Vila Real | D. Fernando de Noronha (1380- ? ) Conde de Vila Real | D. Fernando de Noronha (1380- ? ) Conde de Vila Real | D. Fernando de Noronha (1380- ? ) Conde de Vila Real | D. Fernando de Noronha (1380- ? ) Conde de Vila Real |  |  |                                         |                                         |                                         |                                         |                                         |                                         |  |  |  |  |  |  |  |  |  |  |  |  |  |  |  |  |  |  |
|                                   |                                   |                                   |                                   |                                        |                                        |                                        |                                        | D. Pedro de Noronha (1379–1452) Arcebispo de Lisboa   | D. Pedro de Noronha (1379–1452) Arcebispo de Lisboa   | D. Pedro de Noronha (1379–1452) Arcebispo de Lisboa   | D. Pedro de Noronha (1379–1452) Arcebispo de Lisboa   | D. Pedro de Noronha (1379–1452) Arcebispo de Lisboa   | D. Pedro de Noronha (1379–1452) Arcebispo de Lisboa   |  |  | D. Fernando de Noronha (1380- ? ) Conde de Vila Real | D. Fernando de Noronha (1380- ? ) Conde de Vila Real | D. Fernando de Noronha (1380- ? ) Conde de Vila Real | D. Fernando de Noronha (1380- ? ) Conde de Vila Real | D. Fernando de Noronha (1380- ? ) Conde de Vila Real | D. Fernando de Noronha (1380- ? ) Conde de Vila Real |  |  |                                         |                                         |                                         |                                         |                                         |                                         |  |  |  |  |  |  |  |  |  |  |  |  |  |  |  |  |  |  |
| Casa Real de Castela              | Casa Real de Castela              | Casa Real de Castela              | Casa Real de Castela              | Casa Real de Castela                   | Casa Real de Castela                   |                                        |                                        | Marqueses de Angeja                                   | Marqueses de Angeja                                   | Marqueses de Angeja                                   | Marqueses de Angeja                                   | Marqueses de Angeja                                   | Marqueses de Angeja                                   |  |  | Marqueses de Vila Real                               | Marqueses de Vila Real                               | Marqueses de Vila Real                               | Marqueses de Vila Real                               | Marqueses de Vila Real                               | Marqueses de Vila Real                               |  |  | Casa Real de Portugal                   | Casa Real de Portugal                   | Casa Real de Portugal                   | Casa Real de Portugal                   | Casa Real de Portugal                   | Casa Real de Portugal                   |  |  |  |  |  |  |  |  |  |  |  |  |  |  |  |  |  |  |